# Giuseppe Di Stefano
Giuseppe Di Stefano (24. juli 1921 i Catania, Sicilien – 3. marts 2008, Milano) var en berømt operasanger. Han karriere strakte sig fra slutningen af 1940'erne til starten af 1970'erne. Ud over at være en af tidens berømte tenorer, var han også kendt for sit lange forhold til Maria Callas, som han dannede professionelt par med mange gange.